# ヒラム・ビソーン・スタジアム
エスタディオ・ヒラム・ビソーン（西: Estadio Hiram Bithorn）は、プエルトリコのサンフアンにある野球場。球場名は、1942年4月15日にシカゴ・カブスでデビューし、プエルトリコ出身では初のメジャーリーガーとなった投手ヒラム・ビソーンから。
プエルトリコのプロ野球ウィンターリーグ "リーガ・デ・ベイスボル・プロフェシオナル・デ・プエルトリコ（LBPPR）" の球団のうち、サンフアンに本拠地を置くセナドーレス・デ・サンファンとカングレヘロス・デ・サントゥルセの2チームがかつて本拠地にしていた。しかしその後セナドーレスはアレシーボへ、カングレヘロスはマナティへそれぞれ移転した。このため、現在は当球場を本拠地にしているチームはない。
プエルトリコ最大の野球場であるため、メジャーリーグベースボールの公式戦や、WBCなどの国際大会などが開催されることもある。

## 主要な出来事
- 1984年9月14日、プエルトリコのプロレス団体「WWC」の創立記念祭が開催され、34,383人を動員した。
- 2001年4月1日、メジャーリーグ開幕戦トロント・ブルージェイズ－テキサス・レンジャーズが開催された（ブルージェイズ 8－1 レンジャーズ）[1]。
- 2003年と2004年には、観客動員の低迷にあえいでいたモントリオール・エクスポズ（現ワシントン・ナショナルズ）が、全主催試合81試合のうち22試合をこの球場で行っている。
- 2006年3月、ワールド・ベースボール・クラシックの1次リーグ（POOL C）及び2次リーグ（POOL 2）が行われた。
- 2009年3月、ワールド・ベースボール・クラシックの1次ラウンド（POOL D）が行われた。
- 2010年6月、メジャーリーグの試合ニューヨーク・メッツVSフロリダ・マーリンズの3連戦が開催[2]。